# サニーズヘイロー
サニーズヘイロー（Sunny's Halo、1980年2月11日 - 2003年6月3日）は、カナダ生産のサラブレッドの競走馬、種牡馬。1983年のケンタッキーダービーで優勝した。1986年にカナダ競馬殿堂入り。

## 出自
トロントの株式仲買人であるデイヴィッド・J・フォスターがオンタリオ州オシャワに持つ牧場で生産されたサラブレッドの牡馬である。母モストリーサニーは同じくフォスターが所有し、デイヴィッド・クロス・ジュニア調教師のもと6勝を挙げた牝馬で、同馬とヘイローとの配合を勧めたのもクロスであった。サニーズヘイローもまたフォスター所有、クロス調教のもと競走馬となった。

## 経歴
- 特記がない限り、競走はすべてダートコース。

サニーズヘイローは2歳時の1982年5月9日、ウッドバイン競馬場でデビュー、アタマ差で初勝利を飾った。2歳時で11戦して7勝。両前肢に疲労骨折が見られたため予定より早くシーズンを切り上げたが、それでもなお同年のソヴリン賞最優秀2歳馬部門を受賞した。飛節の治療には、当時最新だったハリウッドパークにあった屋内プールでの療養が行われている。
3歳時、休養明けのサニーズヘイローはケンタッキーダービーを目指し、オークローンパーク競馬場でのレベルハンデキャップとアーカンソーダービーに登録された。3月26日のレベルハンデキャップは3馬身差で勝利し、エディー・デラフーセイ騎手を鞍上に乗せたアーカンソーダービーでは終始先頭に立って4馬身差の連勝を挙げた。デラフーセイとのコンビはケンタッキーダービーにも出走し、当日134,444人の観衆から単勝オッズ3.5倍の4番人気支持を受けていた。レースがスタートすると1番人気の1頭トータルディパーチャーが先手を奪い、その後ろにサニーズヘイローが控えてマーク、その後ろにデザートワインが控えて道中を進めていった。バックストレッチからコーナーにかけてのところでサニーズヘイローが先頭に立ち、デザートワインもその後ろに追走してきた。2頭はともに最後の標識を越え、そこでデラフーセイが鞭を入れるとサニーズヘイローはさらに伸び、2着デザートワインに2馬身の差をつけて優勝した。勝ちタイムは2分02秒20。カナダ産馬としてはノーザンダンサー以来の2頭目の快挙で、またアーカンソーダービー優勝馬がケンタッキーダービーも勝ったのは史上初めてのことであった。
しかしダービーの後、サニーズヘイローは発疹を発症し、飛節の痛みも再発して競走能力に影響を及ぼしだした。プリークネスステークスでは6着、アーリントンクラシックでは4着に終わっている。またカナダ産馬ながら1983年6月26日のクイーンズプレートにも出場できなかった。
9月17日、サニーズヘイローはスーパーダービーを12馬身差で優勝、この時のタイムはルイジアナダウンズ競馬場10ハロンのレコードタイ記録であった。その後、11月のメドウランズカップをラストランにする予定であったが、飛節の問題が再発して引退に至った。

## 種牡馬入り後
750万ドルでシンジケートが組まれたサニーズヘイローは、ケンタッキー州レキシントンのドミノ牧場で種牡馬となった。のちに同州のウォルマック牧場に移り、1988年にはテキサス州の牧場へと買われていった。また、何度かテキサスからブラジルへとシャトル種牡馬として移送されている。最終的にテキサス州バラードにあるダブルエス牧場に繋養され、2003年に死亡するまでそこで過ごした。テキサス時代のサニーズヘイローは、テキサス州リーディングサイアーを獲得していた。
2006年7月、サニーズヘイローの遺骸は発掘され、ケンタッキー州ルイビルに戻され、チャーチルダウンズ競馬場にあるケンタッキーダービー博物館に再埋葬された。
アメリカジョッキークラブの調べによれば、サニーズヘイローの産駒1009頭のうち506頭が勝ち上がり、36頭がステークス競走勝ちを収めたとある。代表産駒にはウッドワードステークス（G1）勝ち馬のディスパーサル（1986年生、牡馬）、サンタマリアハンデキャップ（G1）勝ち馬のレースザワイルドウィンド（1989年生、牝馬）、ウッドメモリアルステークス（G1）勝ち馬のイルグン（1991年生、牡馬）などがいる。

## 血統表
| サニーズヘイローの血統           | サニーズヘイローの血統                    | サニーズヘイローの血統         | （血統表の出典）               | （血統表の出典）  |
| 父系                             | ヘイロー系                                | ヘイロー系                     | ヘイロー系                     | [ § 2 ]           |
| 父 Halo アメリカ 黒鹿毛 1969     | 父の父Hail to Reason アメリカ 黒鹿毛 1958 | Turn-to                        | Royal Charger                  | Royal Charger     |
| 父 Halo アメリカ 黒鹿毛 1969     | 父の父Hail to Reason アメリカ 黒鹿毛 1958 | Turn-to                        | Source Sucree                  |                   |
| 父 Halo アメリカ 黒鹿毛 1969     | 父の父Hail to Reason アメリカ 黒鹿毛 1958 | Nothirdchance                  | Blue Swords                    | Blue Swords       |
| 父 Halo アメリカ 黒鹿毛 1969     | 父の父Hail to Reason アメリカ 黒鹿毛 1958 | Nothirdchance                  | Galla Colors                   |                   |
| 父 Halo アメリカ 黒鹿毛 1969     | 父の母Cosmah アメリカ 鹿毛 1953           | Cosmic Bomb                    | Pharamond                      | Pharamond         |
| 父 Halo アメリカ 黒鹿毛 1969     | 父の母Cosmah アメリカ 鹿毛 1953           | Cosmic Bomb                    | Banish Fear                    |                   |
| 父 Halo アメリカ 黒鹿毛 1969     | 父の母Cosmah アメリカ 鹿毛 1953           | Almahmoud                      | Mahmoud                        | Mahmoud           |
| 父 Halo アメリカ 黒鹿毛 1969     | 父の母Cosmah アメリカ 鹿毛 1953           | Almahmoud                      | Arbitrator                     |                   |
| 母 Mostly Sunny カナダ 鹿毛 1971 | 母の父Sunny アメリカ 鹿毛 1960            | Princequillo                   | Prince Rose                    | Prince Rose       |
| 母 Mostly Sunny カナダ 鹿毛 1971 | 母の父Sunny アメリカ 鹿毛 1960            | Princequillo                   | Cosquilla                      |                   |
| 母 Mostly Sunny カナダ 鹿毛 1971 | 母の父Sunny アメリカ 鹿毛 1960            | Sunshine Nell                  | Sun Again                      | Sun Again         |
| 母 Mostly Sunny カナダ 鹿毛 1971 | 母の父Sunny アメリカ 鹿毛 1960            | Sunshine Nell                  | Nellie Flag                    |                   |
| 母 Mostly Sunny カナダ 鹿毛 1971 | 母の母Doily アメリカ 黒鹿毛 1959          | Daumier                        | Niccolo Dell'Arca              | Niccolo Dell'Arca |
| 母 Mostly Sunny カナダ 鹿毛 1971 | 母の母Doily アメリカ 黒鹿毛 1959          | Daumier                        | Donatella                      |                   |
| 母 Mostly Sunny カナダ 鹿毛 1971 | 母の母Doily アメリカ 黒鹿毛 1959          | Lecount                        | Count Fleet                    | Count Fleet       |
| 母 Mostly Sunny カナダ 鹿毛 1971 | 母の母Doily アメリカ 黒鹿毛 1959          | Lecount                        | Lenore                         |                   |
| 母系(F-No.)                      | (FN:4-m)                                  | (FN:4-m)                       | (FN:4-m)                       | [ § 3 ]           |
| 5代内の近親交配                  | Mahmoud 4x5, Blue Larkspur 5x5            | Mahmoud 4x5, Blue Larkspur 5x5 | Mahmoud 4x5, Blue Larkspur 5x5 | [ § 4 ]           |
| 出典                             | 1. 2. 3. 4.                               | 1. 2. 3. 4.                    | 1. 2. 3. 4.                    | 1. 2. 3. 4.       |

- 全弟に日本で外国産馬として走り中央3勝、引退後種牡馬となったモーストリヘローがいる。